# Glena furfuraria
Glena furfuraria là một loài bướm đêm trong họ Geometridae.